# Замок Мойод
Замок Мойод (англ. Moyode Castle) — один із замків Ірландії, розташований в графстві Ґолвей з землях Ахерні на відстані 3,5 миль від міста Ґолвей. Замок Мойод був збудований феодалами Берк (Де Бурго) в XVI столітті для захисту своїх володінь від ірландських кланів. Потім замком володіла родина Персс. Маєток навколо замку був площею 35 акрів пасовищних земель. Поет Франк Галвін написав про замок Мойод поему. Текст поеми зберіг місцевий житель Джекі Бірн. Замок був пов'язаний з подіями Великоднього повстання 1916 року за незалежність Ірландії. Під час цих подій замок був практично знищений вщент. Руїни, що були закинуті і руйнувалися придбав у 1969 році американський історик Джеймс Чарльз Рой. Він від реставрував замок в тому вигляді, в якому він був у XVI столітті з використанням Ліскенорського каменю та технологій того часу. Із замком пов'язані скандальні події 1840 року, коли Роберт Парсонс Персс та Ормонд Хант вирішили влаштувати полювання і розважались в готелі Дулі. Розваги були настільки бурхливі, що готель був спалений вщент. Господарі замку Мойод — родина Парсон Перс були відомими в Ірландії знавцями мисливства та мисливських порід собак. Зокрема до знавців мисливства належав Бертон Роберт Парсон Персс з замку Мойонд (нар. 1828 року) та його дід Бертон Персс, що був відомий як «Старий Бертон» (1751—1836). Він розводив мисливських собак і створював породи мисливських собак. Вони були одні з найвідоміших мисливців в Ірландії. У 1803 році вони створили мисливський клуб «Кастел Бой Хант».